# Чезаре Прандели
Клаудио Чезаре Прандели (итал. Claudio Cesare Prandelli; Орзинуови, 19. август 1957) италијански је фудбалски тренер и бивши фудбалер. Као играч наступао је за Кремонезе, Аталанту и Јувентус. Бивши је селектор репрезентације Италије.

## Успеси

### Као играч
Кремонезе
- Серија Ц (1) : 1976/77. (1. место—промоција у виши ранг)

Јувентус
- Првенство Италије (3) : 1980/81, 1981/82, 1983/84.
- Куп Италије (1) : 1982/83.
- Куп шампиона (1) : 1984/85. (финале 1982/83).
- Куп победника купова (1) : 1983/84.
- Суперкуп Европе (1) : 1984/85.

### Као тренер
Верона
- Серија Б (1) : 1998/99. (1. место—промоција у виши ранг)

Венеција
- Серија Б (1) : 2000/01. (4. место—промоција у виши ранг)

Репрезентација Италије
- Европско првенство : финале 2012.
- Куп конфедерација : 3. место 2013.